# Barbut verd d'orelles blaves
El barbut verd d'orelles blaves (Psilopogon cyanotis) és una espècie d'ocell de la família dels megalèmids (Megalaimidae) que habita els boscos des de Nepal oriental, nord-est de l'Índia, Xina meridional i Tailàndia, cap al sud, fins Indoxina i Myanmar.	